# Brasiliogovea chiribiqueta
Espèce
Brasiliogovea chiribiqueta est une espèce d'opilions cyphophthalmes de la famille des Neogoveidae.

## Distribution
Cette espèce est endémique du département de Caquetá en Colombie. Elle se rencontre dans le parc national naturel de la Serranía de Chiribiquete vers Solano.

## Description
Le mâle holotype mesure 3,19 mm et la femelle paratype 3,04 mm.

## Étymologie
Son nom d'espèce lui a été donné en référence au lieu de sa découverte, la Serranía de Chiribiquete.

## Publication originale
- Benavides & Giribet, 2013 : « A revision of selected clades of Neotropical mite harvestmen (Arachnida, Opiliones, Cyphophthalmi, Neogoveidae) with the description of eight new species. » Bulletin of the Museum of Comparative Zoology, vol. 161, no 1, p. 1–44.